# Toleman TG183
Chronologie des modèles (1982, 1983, 1984)
Toleman TG181C Toleman TG184
La Toleman TG183 et son évolution Toleman TG183B est une monoplace de Formule 1 engagée lors des championnats du monde de Formule 1 1982, 1983 et 1984 par l'écurie Toleman. Elle est pilotée par Derek Warwick en 1982 et 1983, Bruno Giacomelli en 1983 puis Johnny Cecotto et Ayrton Senna en 1984.

## Historique

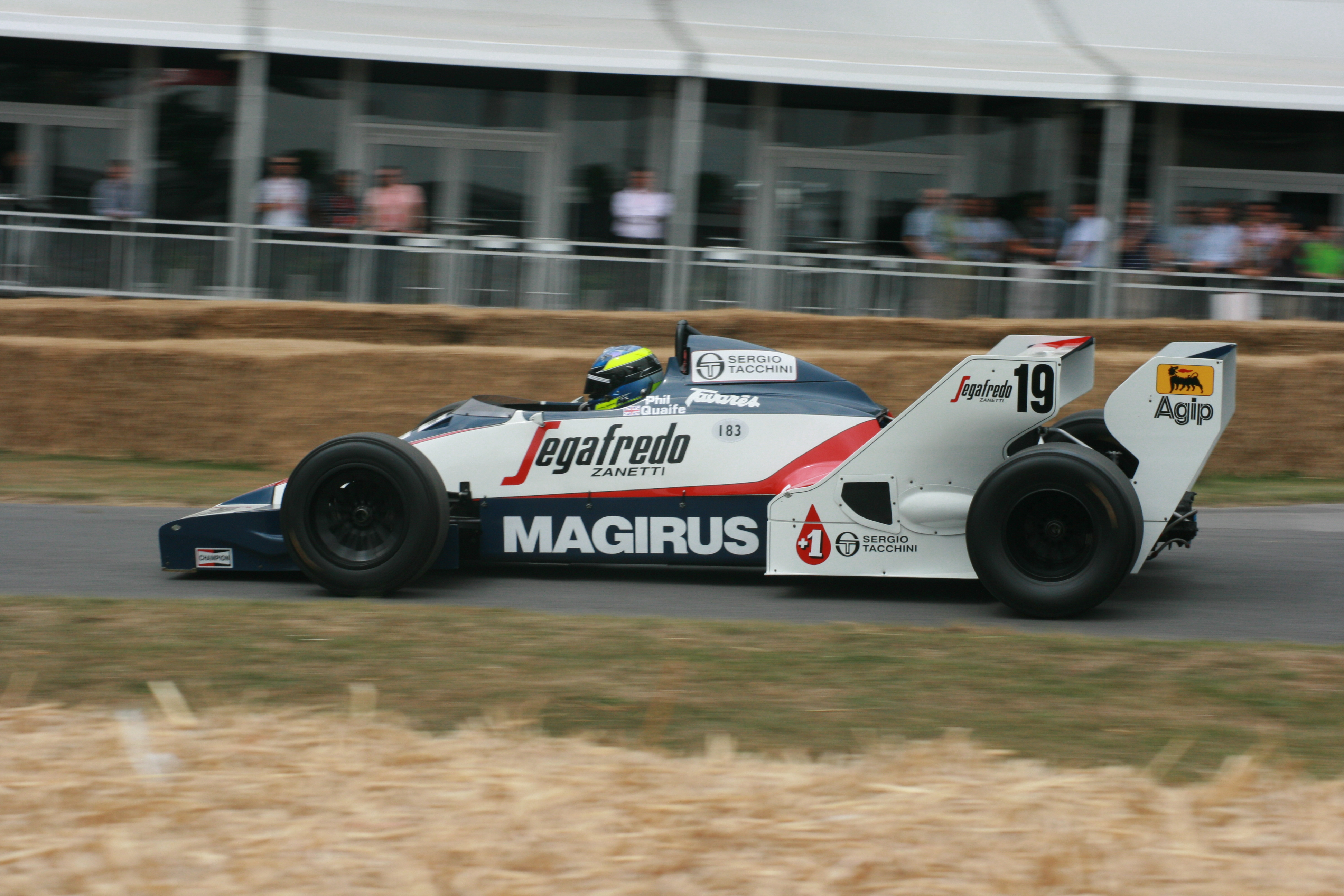
Une TG183B à Goodwood en 2010

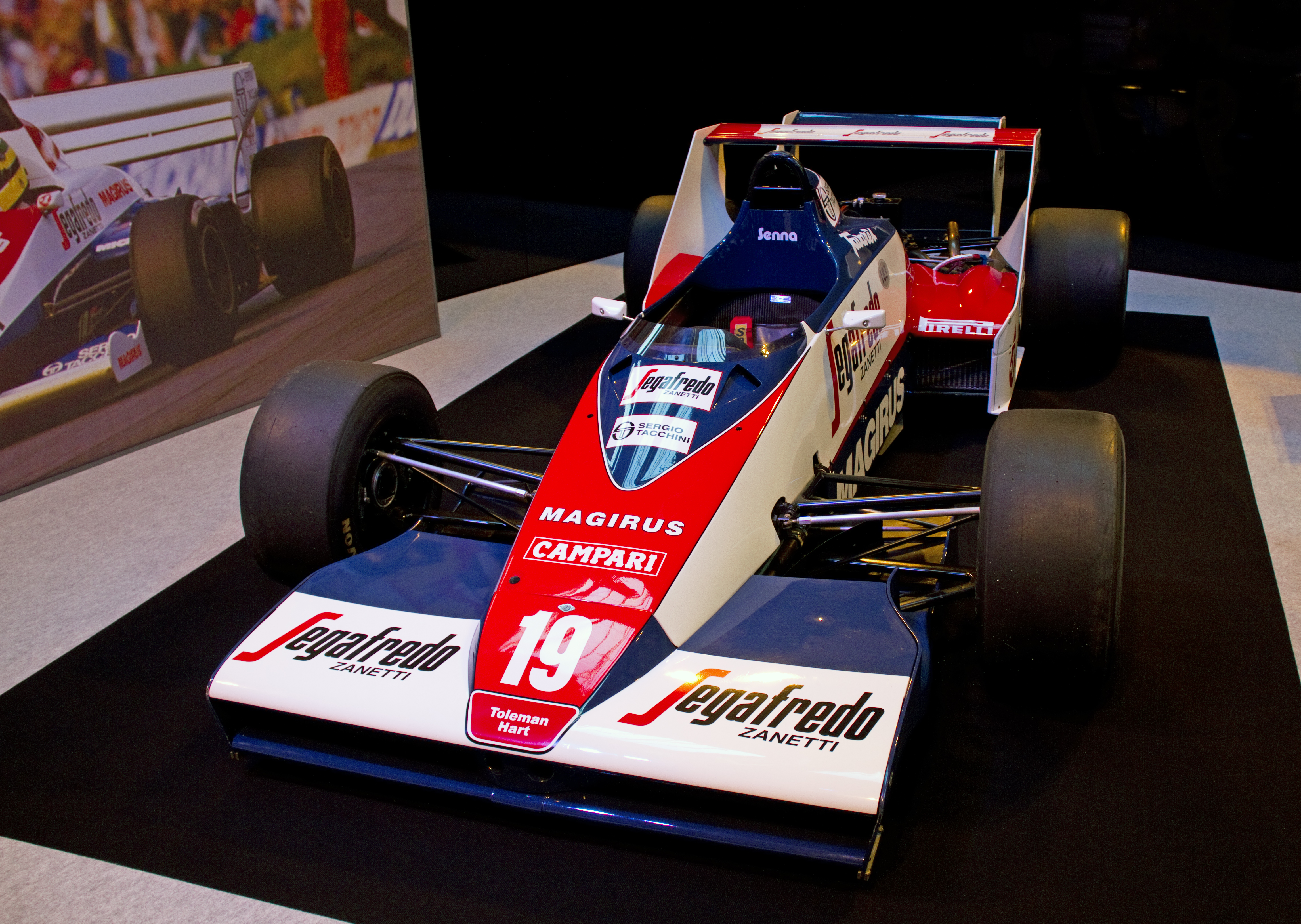
La TG183B d'Ayrton Senna

La Toleman TG183 fait son apparition au Grand Prix d'Italie 1982, avant-dernière manche de la saison, où Derek Warwick obtient le seizième temps qualificatif tandis que son coéquipier Teo Fabi, sur une Toleman TG181C, est vingt-deuxième à 1,3 seconde du Britannique. En course, Warwick abandonne dès le premier tour à la suite d'un accrochage avec la Tyrrell de Brian Henton,. Lors de l'épreuve suivante, à Las Vegas, Warwick se qualifie en dixième position alors que Fabi, plus lent de 3,6 secondes, n'est pas qualifié. Le Britannique ne profite pas de cette performance : relégué en fond de peloton, il abandonne au bout de trente-deux tours en raison d'un problème de bougies,.
En 1983, une version B est confiée à Warwick et à l'Italien Bruno Giacomelli. Lors du premier Grand Prix de la saison, au Brésil, Warwick se qualifie en cinquième position, à 680 millièmes de la Williams FW08C de Keke Rosberg tandis que Giacomelli n'obtient que le quinzième temps. En course, alors que l'Italien abandonne sur un tête-à-queue au quinzième tour, Warwick termine huitième, à un tour de Nelson Piquet,. La TG183B s'avère ensuite moins performante et très peu fiable puisqu'elle ne rallie pas l'arrivée lors des trois manches suivantes. À Monaco, alors que Warwick se qualifie en dixième position, Giacomelli échoue à se qualifier, pour 22 centièmes de secondes, avec le vingt-et-unième temps. Le deuxième tiers de la saison est catastrophique pour Toleman qui souffre de la fiabilité de son turbocompresseur durant tout l'été, entre les Grands Prix du Canada et d'Autriche. La fin de la saison s'avère néanmoins plus fructueuse, les quatre dernières manches permettant aux deux pilotes de marquer des points. À l'issue du championnat, Warwick est quatorzième du championnat avec neuf points tandis que Giacomelli est dix-neuvième avec un point. Au championnat des constructeurs, Toleman est neuvième avec dix points, l'écurie obtenant ses premiers points depuis son arrivée en Formule 1 en 1981.
Pour 1984, le duo de pilotes est revu, l'écurie engageant le Brésilien Ayrton Senna, champion de Formule 3 britannique 1983, et le Vénézuélien Johnny Cecotto, en provenance de Theodore Racing. La première course de la saison, au Brésil, voit les deux pilotes abandonner sur un problème de turbocompresseur, Senna au huitième tour, Cecotto dix boucles plus loin, alors qu'ils s'étaient qualifiés seizième et dix-septième,. En Afrique du Sud, Senna obtient le premier point de sa carrière en Formule 1 alors qu'il était parti treizième tandis que son coéquipier abandonne après vingt-six tours en raison d'un problème de suspension,. Le novice brésilien se classe septième en Belgique (la disqualification de la Tyrrell de Stefan Bellof, quelques mois plus tard, lui vaudra la sixième place), mais réalise le dernier temps des qualifications à Saint-Marin (le moteur Hart explose lors de la séance de qualifications du samedi alors que la piste commençait seulement à s'assécher), l'obligeant à ne pas participer à la course tandis que Cecotto abandonne en raison de problèmes d'embrayage puis d'alimentation lors de ces deux courses,,.
Pour le Grand Prix suivant, disputé à Dijon, la TG183B est remplacée par la Toleman TG184.

## Résultats en championnat du monde de Formule 1
| Saison | Écurie                   | Moteur        | Pneus   | Pilotes          | Courses | Courses | Courses | Courses | Courses | Courses | Courses | Courses | Courses | Courses | Courses | Courses | Courses | Courses | Courses | Courses | Points inscrits | Classement |
| Saison | Écurie                   | Moteur        | Pneus   | Pilotes          | 1       | 2       | 3       | 4       | 5       | 6       | 7       | 8       | 9       | 10      | 11      | 12      | 13      | 14      | 15      | 16      | Points inscrits | Classement |
| ------ | ------------------------ | ------------- | ------- | ---------------- | ------- | ------- | ------- | ------- | ------- | ------- | ------- | ------- | ------- | ------- | ------- | ------- | ------- | ------- | ------- | ------- | --------------- | ---------- |
| 1982   | Toleman Group Motorsport | Hart L4 415 T | Pirelli |                  | AFS     | BRÉ     | EUO     | SMR     | BEL     | MON     | EUE     | CAN     | P-B     | GBR     | FRA     | ALL     | AUT     | SUI     | ITA     | LVE     | 0               | Non classé |
| 1982   | Toleman Group Motorsport | Hart L4 415 T | Pirelli | Derek Warwick    |         |         |         |         |         |         |         |         |         |         |         |         |         |         | Abd     | Abd     | 0               | Non classé |
| 1983   | Candy Toleman Motorsport | Hart L4 415 T | Pirelli |                  | BRÉ     | EUO     | FRA     | SMR     | MON     | BEL     | EUE     | CAN     | GBR     | ALL     | AUT     | P-B     | ITA     | EUR     | AFS     |         | 10              | 9e         |
| 1983   | Candy Toleman Motorsport | Hart L4 415 T | Pirelli | Derek Warwick    | 8e      | Abd     | Abd     | Abd     | Abd     | 7e      | Abd     | Abd     | Abd     | Abd     | Abd     | 4e      | 6e      | 5e      | 4e      |         | 10              | 9e         |
| 1983   | Candy Toleman Motorsport | Hart L4 415 T | Pirelli | Bruno Giacomelli | Abd     | Abd     | 13e     | Abd     | Nq      | 8e      | 9e      | Abd     | Abd     | Abd     | Abd     | 13e     | 7e      | 6e      | Abd     |         | 10              | 9e         |
| 1984   | Toleman Group Motorsport | Hart L4 415 T | Pirelli |                  | BRÉ     | AFS     | BEL     | SMR     | FRA     | MON*    | CAN     | DET     | DAL     | GBR     | ALL     | AUT     | P-B     | ITA     | EUR     | POR     | 16              | 7e**       |
| 1984   | Toleman Group Motorsport | Hart L4 415 T | Pirelli | Ayrton Senna     | Abd     | 6e      | 6e      | Nq      |         |         |         |         |         |         |         |         |         |         |         |         | 16              | 7e**       |
| 1984   | Toleman Group Motorsport | Hart L4 415 T | Pirelli | Johnny Cecotto   | Abd     | Abd     | Abd     | Nc      |         |         |         |         |         |         |         |         |         |         |         |         | 16              | 7e**       |

Légende : ici
* En raison des conditions météorologiques, le Grand Prix de Monaco a été interrompu après 32 tours sur les 77 prévus (le classement officiel étant établi à la fin du tour précédant l'arrêt), ainsi seule la moitié des points a été attribuée. 

** 14 points marqués avec la Toleman TG184.